# Lillasjön (Bräkne-Hoby socken, Blekinge)
Lillasjön är en sjö i Ronneby kommun i Blekinge och ingår i Bräkneåns huvudavrinningsområde. Sjön har en area på 0,113 kvadratkilometer och ligger 37,4 meter över havet. Vid provfiske har abborre, gädda och mört fångats i sjön.

## Delavrinningsområde
Lillasjön ingår i det delavrinningsområde (622803-145654) som SMHI kallar för Mynnar i havet. Medelhöjden är 26 meter över havet och ytan är 30,19 kvadratkilometer. Räknas de 18 avrinningsområdena uppströms in blir den ackumulerade arean 461,87 kvadratkilometer. Avrinningsområdets utflöde Bräkneån mynnar i havet. Avrinningsområdet består mestadels av skog (44 procent), öppen mark (13 procent) och jordbruk (36 procent). Avrinningsområdet har 0,11 kvadratkilometer vattenytor vilket ger det en sjöprocent på 0,4 procent. Bebyggelsen i området täcker en yta av 1,74 kvadratkilometer eller 6 procent av avrinningsområdet.